# OH!!!!迷惑!!!!
「OH!!!!迷惑!!!!」（オー めいわく）は、GReeeeNの17枚目のシングルである。2012年5月30日に発売された。

## 概要
アルバム「歌うたいが歌うたいに来て 歌うたえと言うが 歌うたいが歌うたうだけうたい切れば 歌うたうけれども 歌うたいだけ 歌うたい切れないから 歌うたわぬ!?」からの先行シングル。
前作から約1ヶ月ぶりのリリース。初回限定版には、「日印国交60周年記念事業」として作成された、スタッフと出演者が全てインド人でロケもすべてインドで行われたPVと、カップリング曲「一番星」入りCDが入っている。
初登場13位を記録し、2007年3月リリースの「HIGH G.K LOW 〜ハジケロ〜」（97位）以来、約5年3ヶ月ぶりにトップ10入りを逃した。

## 収録曲
全作詞・作曲 : GReeeeN
1. OH!!!!迷惑!!!! [3:13]
2. 一番星 [3:51]
  - 初回限定版のみの収録

## 収録アルバム
- 歌うたいが歌うたいに来て 歌うたえと言うが 歌うたいが歌うたうだけうたい切れば 歌うたうけれども 歌うたいだけ 歌うたい切れないから 歌うたわぬ!?（#1）
- 今から親指が消える手品しまーす。（#1、初回盤Bのみ収録）
- C、Dですと!?（#2）
- ALL SINGLeeeeS 〜& New Beginning〜（#1）